# La llamada (álbum)
La llamada es el noveno álbum de Ismael Serrano.
El 3 de junio de 2017, Serrano estrenó La respuesta, un EP digital que incluye una relectura de cuatro temas de La llamada y dos versiones del inédito «Los invisibles».

## Lista de canciones
Letra y música de todas las canciones compuestas por Ismael Serrano excepto donde se indica.

| N.º | Título                         | Letras          | Música                       | Duración |  |
| 1.  | «Apenas sé nada de la vida»    |                 |                              | 5:01     |  |
| 2.  | «Candombe para olvidar»        |                 |                              | 4:35     |  |
| 3.  | «Pequeña bachata mediterránea» |                 |                              | 3:57     |  |
| 4.  | «El día de la ira»             |                 |                              | 5:01     |  |
| 5.  | «Rebelión en Hamelín»          |                 |                              | 3:20     |  |
| 6.  | «Éramos tan jóvenes»           |                 | Ismael Serrano, Jacob Sureda | 6:00     |  |
| 7.  | «Quisiera»                     |                 |                              | 4:22     |  |
| 8.  | «Mi problema»                  | Rodolfo Serrano |                              | 6:07     |  |
| 9.  | «La casa y el lobo»            |                 |                              | 3:54     |  |
| 10. | «Absoluto»                     |                 |                              | 5:13     |  |
| 11. | «Te vi»                        |                 |                              | 5:24     |  |
| 12. | «Ahora que te encuentro»       |                 |                              | 7:24     |  |
| 13. | «La llamada»                   |                 |                              | 6:47     |  |